# H.O.T.
H.O.T. (kor. 에이치오티) – południowokoreański zespół działający w latach 1996–2001. Grupa wykonywała szeroko pojętą muzykę pop.
H.O.T. sprzedali ponad 6,4 miliona płyt w Korei Południowej podczas swojej kariery. Odnosili także sukcesy komercyjne w Chinach i Japonii, a także byli jednymi z pierwszych gwiazd koreańskiej fali w Azji.

## Dyskografia

### Albumy studyjne
- We Hate All Kinds of Violence (1996)
- Wolf and Sheep (1997)
- Resurrection (1998)
- I Yah! (1999)
- Outside Castle (2000)